# Rosario (Agusan do Sul)
Rosario é um município de  segunda classe de renda municipal (d) na província Agusan do Sul, nas Filipinas. De acordo com o censo de 1 de maio  de  2020 possui uma população de 49 610 pessoas e 11 671 domicílios.